# Паневропски идентитет
Паневропски идентитет је осећај личне идентификације са Европом и родном државом. Пример оваквог идентитета су чланице Савета Европе, Европска унија или обе. Другим речима, државе које имају већину становништва који подржавају сарадњу између европских држава и интеграцију. Европска унија (ЕУ) већ дуже време подржава даљу интеграцију иако су 500 милиона Европљана (70%) држављани ЕУ. Префикс пан значи да се идентитет примењује широм Европе.
Сличан концепт Европеизма је тврдња да народи Европе имају препознатљиву целину политичких, економских и друштвених норми и вредности.
Историјски гледано, европска култура није довела до геополитичког уједињења. Ово је зато што да би дошло до уједињена, државе морати да створе осећај колективне идентификације, а не државне. У овом тренутку, Европска интеграција коегзистира са патриотизмом.
Присталице европских интерграција сматрају европски идентитете као део тежње за политичко, економско и војно уједињене Европе. Присталице тврде да је идентитет кључ за стварање заједничких европских вредности, као што су основна људска права. Идентитет по њима ојачава демократске и друштвене институције Европске уније. Концепт јединственог европског идентитета се сматра и као нуспроизвод интеграција, радије него као његов циљ. У сваком случају, Европски идентитет подстичу бројне невладине организације и иницијативе у Европи. Супротно од њих су евроскептици који су против таквог концепта заједничког идентитета и промовишу национални идентитет различитих држава Европе.

## Историја
Осећај Европског идентитета традиционално полази од идеје заједничке Европске историје, за коју се сматра да је извор већине основних европских вредности. Ова историја укључује комбинацију античке Грчке и античког Рима, феудализма у средњем веку, Ханзу, доба ренесансе, еру просветитељства и различитих облика социјализма, хришћанства и секуларизма, колонијализма и светских ратова.
Данас Европски идентитет подстичу многе организације, укључујући Европску комисију. Они промовишу овај идентитет и идеологију кроз финансирање образовних програма размене, реновирање главних историјских места, као и кроз подстицање политичке интеграције.
Најранији покушај уједињена Европе је Паневропска унија основана 1923. издање Рихард фон Куденхов-Калергијеве књиге Паневропа. Рихард је био први председник уније (1926—1972), а након њега долазе Ото фон Габсбург (1973—2004) и Ален Тереноар (2004). Иако овај унија није успела да спречи настанак Другог светског рата, помогла је европским земљама у мировним преговорима након рата, што је довело до формирања Европске уније. Оци Европске уније су били убеђени Паневропљани, попут Конрада Аденауера и Алчидеа Де Гасперија. Покрет је и данас веома активни у промовисању Европског идентитета и заједничких европских вредности, принципа солидарности, као и политичких, економских и културних интеграција Европе.

## Симболи
Следећи симболи се углавном користе у Европској унији:
- Застава, застава Европске уније – званично се користи од стране Савета Европе и Европске уније.
- Химна "Ода радости" – званична химна свих чланова Савета Европе и Европске уније.
- Дан државности, Дан Европе (9. мај).
- Јединствена валута, евро – евро су усвојиле и неке земље изван ЕУ, а неке које јесу чланице га нису усвојиле. У 2015. години 19 од 28 држава чланица су усвојиле евро као своју званичну валуту.
- Аутомобилске регистрацијске ознаке - све таблице користе слични ЕУ дизајн од 1998. године.
- Возачке дозволе су од 1980. до 2013. имале јединствени општи дизајн, а од 2013. године постоји јединствена пластична картица као возачка дозвола унутар ЕУ.
- Држављанство Европске уније даје право да сваки грађанин уније има право да се креће, да живи и ради слободно на територији било које државе чланице ЕУ.
- Државе чланице ЕУ да користе један дизајн пасоша.
- Европска здравствена картица проширује зону бесплатне основне здравствене заштите и доступности у све земље чланице ЕУ за оне који су осигурани у својој земљи.
- Шенген зона омогућава грађанима да путују по земљама чланицама без потребе за пасошом.
- Друго: еразмус програм размене студената и професора.

Интернет домен .еу је уведен 2005. године као нови симбол идентитета Европске уније на вебу. Слоган кампање увођења домена је гласио "Ваш Европски идентитет" .